# Gérard Vincent (auteur)
 (octobre 2021).
Pour les articles homonymes, voir Gérard Vincent et Vincent.
Gérard Vincent, né le 4 août 1953 à Boulogne-sur-Mer, est un écrivain français.

## Biographie
Gérard Vincent est né le 4 août 1953 à Boulogne-sur-Mer, en France. Aîné de six enfants, il est issu d'une famille d'industriels et de commerçants. Après des études commerciales à l'EDHEC, il se dirige vers les lettres à l'Université d'Aix-en-Provence. Il doit cependant interrompre son parcours universitaire à la suite d'une grave dépression le menant à une hospitalisation,. Cette expérience se trouve au cœur de son premier livre.
En 1982, il quitte le nord de la France pour s'installer dans la région grenobloise, en lisière du massif de la Chartreuse,,. Il travaille pendant plus de 35 ans comme représentant au CDE, une filiale de Gallimard.
Père de quatre enfants, il vit entre Lyon et le Trièves depuis le début des années 2000.

## Œuvre littéraire
En 1987, parrainé par deux écrivains à qui il avait envoyé un manuscrit, Claude Vigée et Georges Haldas, il publie son premier livre, L'Incandescence, aux éditions de l'Âge d'homme. Il y raconte le surgissement de la folie et sa rémission défiant tous les pronostics de l'équipe médicale. Ce récit lui vaut le prix Yves Chammah, qui lui est remis à Genève en 1988.
Sous le soleil noir du temps, son deuxième livre, paraît chez le même éditeur en 1991. Il s'agit d'un essai consacré à trois poètes « qui ont écrit et qui se sont consumés au cœur d'une époque désaxée », l'Autrichien Georg Trakl, le Russe Ossip Mandelstam et le Franco-Roumain Paul Celan.
En 2005, Gérard Vincent s'inspire de nouveau de son vécu dans De ton visage et quelques autres lieux, un journal amoureux publié aux éditions du Rocher.
Le roman Mort d'un chartreux est publié en 2022 aux éditions du Rocher. L'auteur se glisse dans la peau d'un moine de 56 ans auquel les médecins ont annoncé qu'il ne restait que quelques mois à vivre ,,,. Mort d'un chartreux a fait l'objet d'une adaptation théâtrale par Didier Abisser et Franck Olivar. La première représentation a lieu au théâtre El Duende d'Ivry-sur-Seine le 7 janvier 2023.
L'incandescence est publié de nouveau en 2024 par les éditions Des instants, enrichi d'une préface de Christian Bobin.

## Influences littéraires
Gérard Vincent a été marqué par la lecture de nombreux poètes parmi lesquels Rimbaud, Hölderlin, Hopkins, Mandelstam et Celan. La fréquentation des œuvres de Yves Bonnefoy, Philippe Jaccottet, Georges Schéhadé et Pierre-Albert Jourdan furent également des sources d'inspirations décisives. Dans les années 80, il découvre les écrits de Jean Sulivan, jalon important de son cheminement vers l'écriture. C'est aussi à cette époque que naît une complicité fraternelle avec l'écrivain Patrick Cloux.
Ses liens amicaux avec Georges Haldas, Claude Vigée et Christian Bobin furent déterminants dans ses parcours d'écriture et de vie.